# Barajul Mihoești

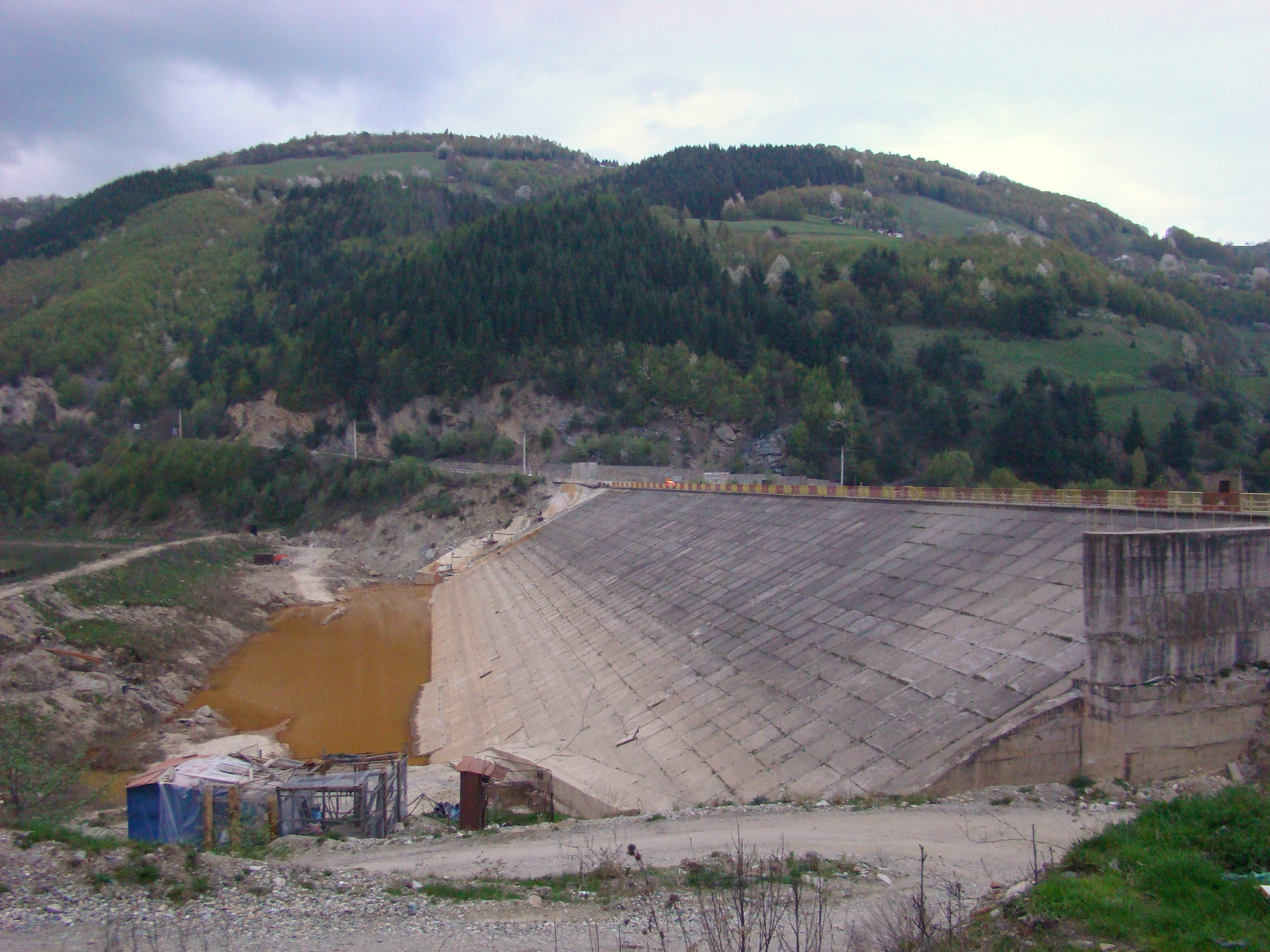
Barajul Mihoiești, foto: mai 2008.

Barajul Mihoiești se află la poalele Munților Bihorului, în satul Mihoiești, la 5 km în amonte de orașul Câmpeni. Barajul are o înălțime de 29 m și reține un volum de 6,25 milioane mc de apă. Coronamentul este circulabil, folosit ca drum de acces către localitatea Vidra. Lacul de acumulare, format ca urmare a ridicării acestui baraj, servește la reglarea debitelor râului Arieș și atenuarea undelor de viitură. Amenajarea a fost pusă în funcțiune în anul 1987.

## Date hidrotehnice
Barajul a fost realizat din umplutură de balast, etanșat la paramentul amonte cu mască din folie PVC de 0,4 si 0,5 mm, lestată cu dale de beton armat. Etanșarea în profunzime s-a realizat cu un voal de injecții executate de pe pintenul amonte al etanșării paramentului. Pentru trecerea apelor de viitură s-a executat un descărcător la versantul drept, un canal rapid lat de 20 m  și un bazin de liniștire. Pe acest deversor au trecut cca 800 m/s la viitura de primăvară din anul 1989.

## Imagini

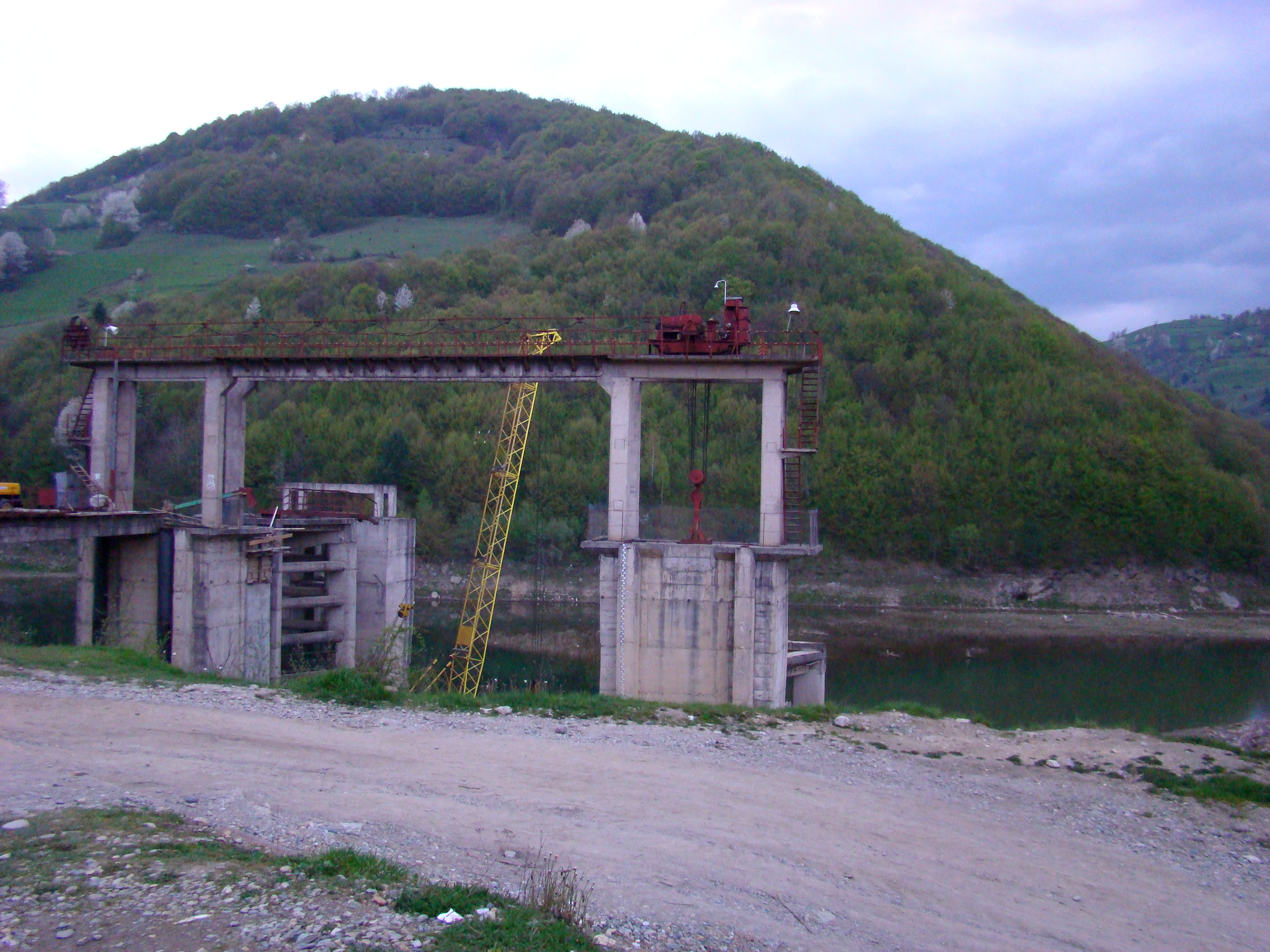
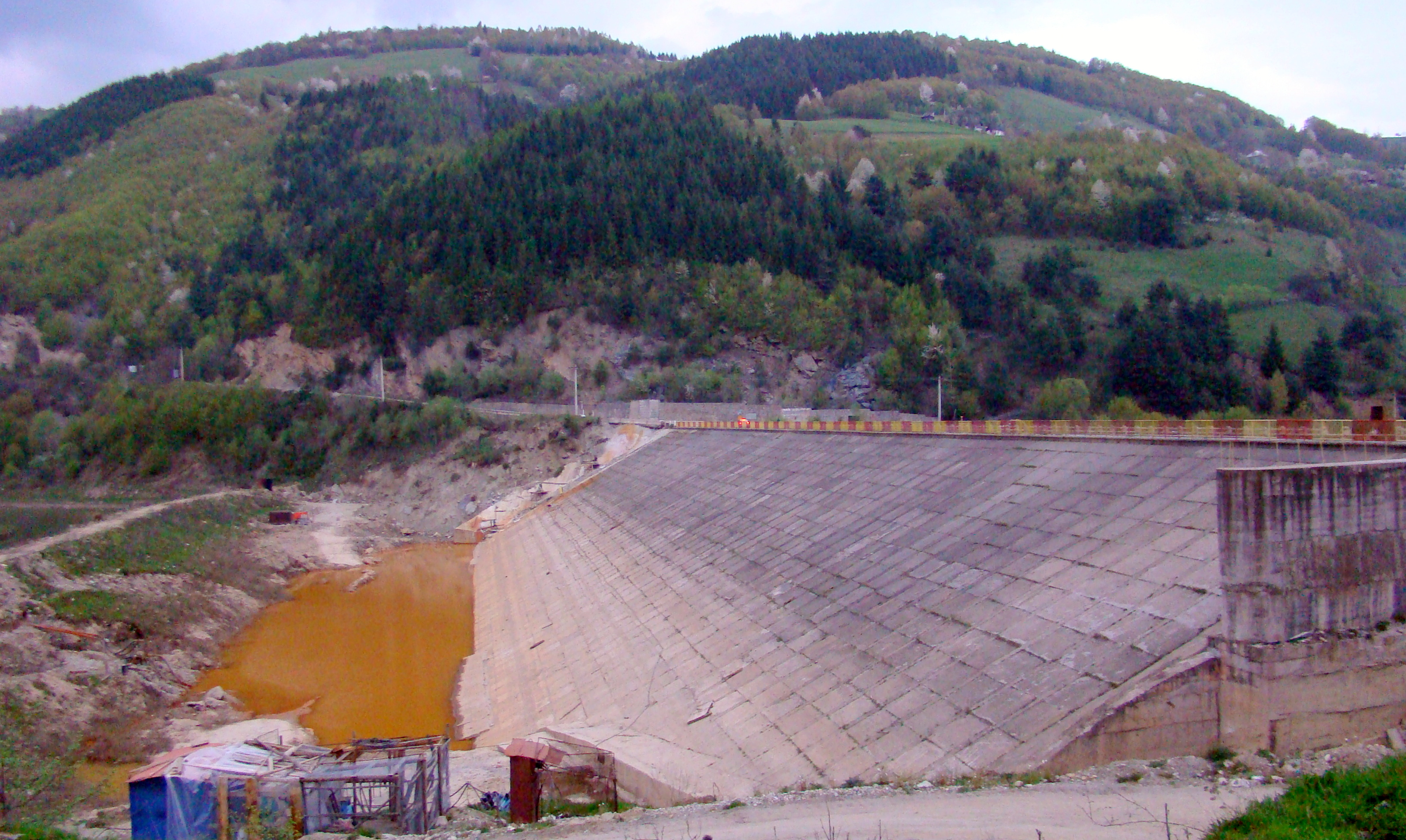
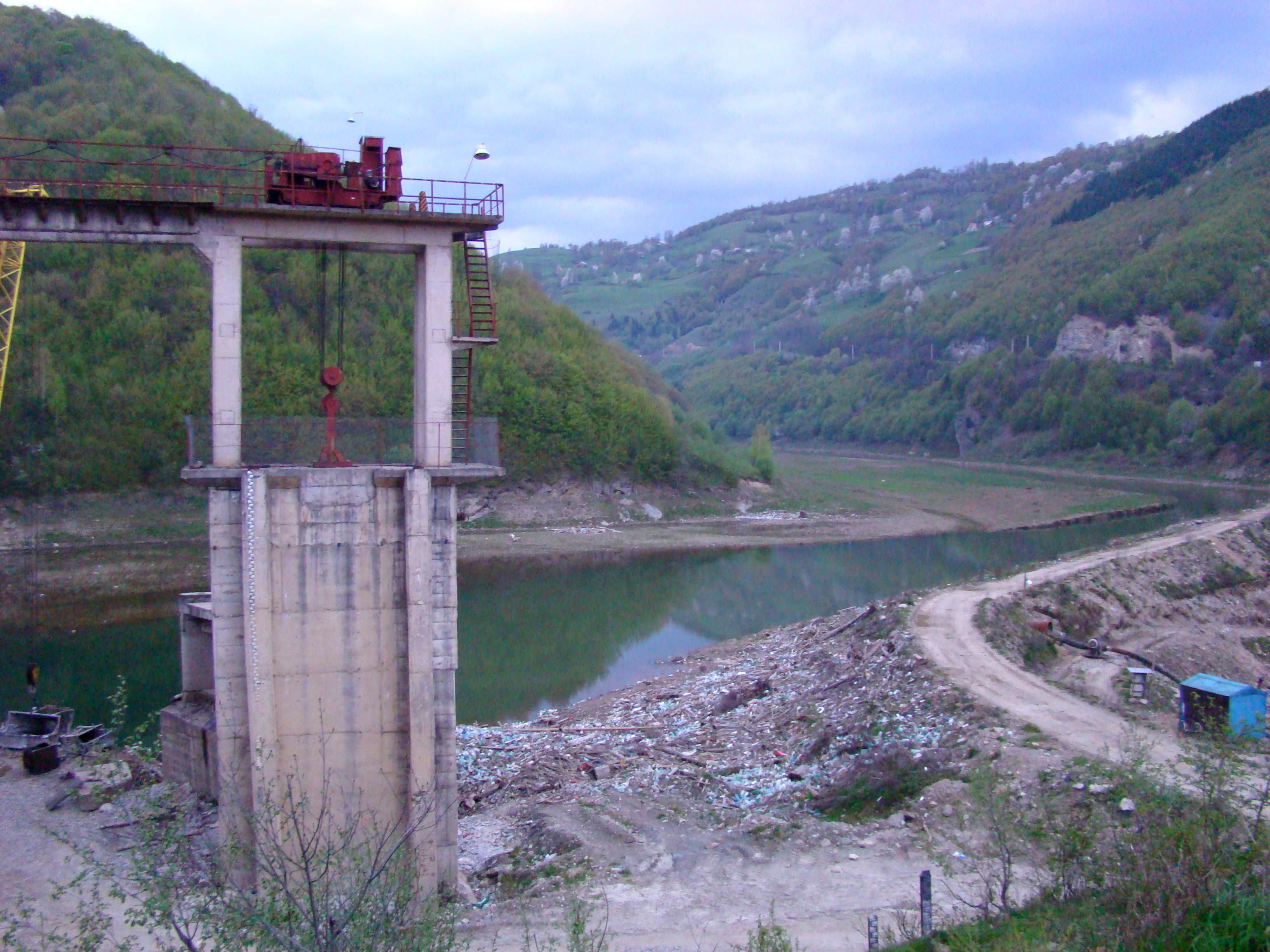